# Tabanus dominicanus
Tabanus dominicanus är en tvåvingeart som beskrevs av Krober 1931. Tabanus dominicanus ingår i släktet Tabanus och familjen bromsar.
Artens utbredningsområde är Dominica. Inga underarter finns listade i Catalogue of Life.